# Ceutonimo
Ceutonimo (in greco: Κευθόνυμος Keuthònymos) era lo spirito dell'aldilà e padre di Menezio. Ceutonimo è forse uguale a Giapeto, e padre di un certo Menezio.